# Педро Аквино
Педро Аквино (шп. Pedro Jesús Aquino Sánchez; 13. април 1995) перуански је фудбалер. 

## Каријера
Дебитовао је 2. јуна 2013. године у сениорској конкуренцији за клуб Спортинг Кристал. Било је то на мечу перуанске Примере Дивисион у поразу 0:2 у гостима од Сенсијана.
Дана 22. јула 2017. године, Аквино је одиграо први меч за Лобос у мексичкој лиги против Сантоса Лагуне, резултат је био 2:2.
За перуанску репрезентацију је дебитовао 2016. године. Године 2018. био је део репрезентације која је наступала на Светском првенству у Русији.

## Статистика каријере

### Репрезентативна
Статистика до 26. јуна 2018.
| Перу   | Перу    | Перу   |
| Год.   | Наступи | Голови |
| ------ | ------- | ------ |
| 2016   | 3       | 0      |
| 2017   | 6       | 0      |
| 2018   | 6       | 0      |
| Укупно | 15      | 0      |